# Agote
Os agotes foram um grupo étnico e social de indivíduos perseguidos e que constituíam uma minoria socialmente desprezada na região ocidental de França e norte de Espanha, nomeadamente em Navarra e Pirenéus, País Basco, principado de Bearne, Aragão, Gasconha e Bretanha.
O seu nome difere de província em província e de dialeto em dialeto: Cagots, Gézitains, Gahets, e Gafets na Gasconha; Agotes, Agotac, e Gafos no País Basco; Capots em Anjou e Languedoc; e Cacons, Cahets, Caqueux, e Caquins na Bretanha. 
Há registos deste grupo por volta do ano 1000. Não é certa a sua origem, e pensa-se que o nome possa ser uma corruptela de "godos", o que pode indicar a sua ascendência. Eram artesãos de pedra, de madeira e, nos tempos mais recentes, também de ferro.
Os agotes foram durante séculos alvo de discriminação de origem pouco conhecida. Considerando a origem do nome, alguns autores especulam que seja de origem gótica, talvez de alguns desertores do exército ou refugiados nos vales basco-navarros, onde foram mal recebidos pela população nativa. Isso deu origem ao preconceito e à discriminação alimentados com a lenda. Outra teoria é a de que os criminosos eram oriundos de França, e que para escapar à justiça se esconderam de quarentena antes de decidir cruzar a fronteira, e daí viria a ideia de que seriam portadores de hanseníase, uma das acusações mais comuns.
Cria-se, na tradição popular da época, que nasciam com cauda.
Acusados durante séculos de manter práticas religiosas ostensivamente pagãs, foram segregados e tratados como «raça inferior» e «herética» e impedidos de casar com as gentes locais, o que até reforçou uma certa endogamia. Os agotes sofreram discriminações que os obrigavam a viver fora dos núcleos populacionais e a vestir indumentária identificadora.
Em 1514 solicitaram e obtiveram do Papa Leão X uma bula que os libertava das restrições infames que lhes eram impostas ao culto. Não teve, porém, quase efeitos práticos e houve que chegar a 1819 para a promulgação em Espanha de leis que colocaram fim à marginalização, pelas Cortes de Navarra.
Hoje os agotes não formam mais uma classe social à parte e foram assimilados na população geral. Nada da sua cultura ou costumes resta.